# لارش گوستافسون
لارش گوستافسون (به سوئدی: Lars Gustafsson) (زاده ۱۷ مه ۱۹۳۶ – درگذشته ۳ آوریل ۲۰۱۶) شاعر، رمان‌نویس و دانشور سوئدی بود.